# ایمیداپریل
ایمیداپریل (Imidapril) یک داروی مهارکننده آنزیم مبدل آنژیوتانسین است که به هنوان داروی کاهنده فشارخون بالا و همچنین در درمان نارسایی قلبی کاربرد دارد.